# Kali Uchis
Karly Marina Loaiza (Alexandria, Virginia, 17 de julio de 1994), conocida por su nombre artístico Kali Uchis, es una cantante, compositora y productora musical estadounidense. Nacida y criada en Alexandria, Virginia, Uchis comenzó su carrera musical de manera independiente, lanzando su mixtape debut «Drunken Babble» en 2012. Este trabajo, influenciado por géneros como el soul, R&B y doo-wop de los años 60, le permitió ganar reconocimiento en la escena musical.
Posteriormente, en 2015, lanzó su primer EP, «Por Vida», que contó con la colaboración de productores como Diplo, Tyler, the Creator y Kaytranada. Este EP fue distribuido de forma gratuita en su sitio web oficial. Más adelante, firmó con Virgin EMI Records para lanzar su álbum de estudio debut, «Isolation» (2018), que alcanzó el puesto 34 en el Billboard 200 y recibió gran reconocimiento. Posteriormente, firmó con Interscope Records para lanzar su segundo álbum de estudio y su primer proyecto en español, «Sin Miedo (del Amor y Otros Demonios)» (2020), del cual se desprendió su exitoso sencillo «Telepatía». Su tercer álbum de estudio, «Red Moon in Venus» (2023), alcanzó el puesto número cuatro en el Billboard 200, mientras que su cuarto álbum y segundo proyecto en español, «Orquídeas» (2024), llegó al número dos. 
Uchis colaboró en el sencillo de Kaytranada de 2019, «10%», que ganó la categoría de Mejor Grabación Dance/Electrónica en la 63.ª edición de los Premios Grammy. Otros de sus reconocimientos incluyen un American Music Award, dos Billboard Music Awards y cinco nominaciones al Latin Grammy.

## Biografía
Nació en la ciudad de Alexandria, (Virginia, en los Estados Unidos) en 1994, su padre es colombiano y su madre es estadounidense. Paso sus primeros años de vida en su ciudad natal, y a una temprana edad ella y su familia se fueron a vivir a Pereira, Colombia, donde curso la escuela primaria.Regresó a Estados Unidos en tercer grado a la edad de 9 años. Sus primeros pasos en la música fueron a temprana edad cuando creció en el sistema escolar de Alexandria, su ciudad de nacimiento, además tocaba el saxofón y el piano en la adolescencia.
Desde temprana edad, comenzó a interesarse por el mundo de la música y durante su etapa en la secundaria comenzó a grabar varios demos con la intención de difundir su nombre, pero no obtuvo resultados, por lo que decidió terminar con sus estudios para comenzar su carrera de manera profesional en los Estados Unidos.
Actualmente Kali Uchis está en un relación con el rapero Don Toliver y el 14 de marzo del 2024, ambos anunciaron el nacimiento de su bebé, del cual el único conocimiento que se tiene hasta el momento es que este es un varón, y el apodo que sus padres le pusieron mientras aún estaba en el vientre de su madre es "Pooks".

## Carrera profesional

### 2014–2017: Inicios artísticos
Después de lanzar varios demos por medio de internet, decide debutar con la canción «Know What I Want» en 2014, además de colaborar con el rapero Snoop Dogg en la canción «On Edge», de su mixtape That's My Work 3; publicado también en 2014.
En febrero de 2015, publicó su primer EP titulado Por Vida, lanzado gratuitamente en su sitio web; el cual contó con canciones como «Rush» y «Loner» con las que la cantante pudo posicionarse dentro del ámbito musical y conseguir contratos con sellos discográficos, además el sencillo «Sycamore Tree» fue utilizada para la promoción de la sexta temporada de la aclamada serie American Horror Story.
En 2017, colaboró con el artista colombiano Juanes, para el álbum Mis planes son amarte, con la canción El Ratico y con la banda británica Gorillaz, como artista invitada en las canciones «She's My Collar» y «Ticker Tape» perteneciente a su quinto álbum de estudio.

### 2018–2019: Album Isolation
Publicó su primer álbum de estudio, Isolation en 2018, el cual experimentó ritmos como funk, soul, entre otros; además de ser escogido por la revista Rolling Stone como unos de los mejores álbumes lanzados en ese año. En 2019, lanzó el sencillo «10%» con el rapero Kaytranada, la cual fue galardona con el Grammy a Mejor Interpretación Dance, siendo la primera colombiana en ganar un Grammy estadounidense en una categoría no latina.

### 2020–presente:To Feel Alive,Sin miedo del amor y otros demonios
En 2020, comenzó lanzando el EP titulado To Feel Alive, el cual fue grabado durante la cuarentena de ese año y mayormente son demos, tiempo después, lanzó su segundo álbum Sin miedo; el cual contó con el sencillo «Telepatía» que se volvió viral en la plataforma TikTok, por lo que la artista lanzó el video musical. La canción llevó a la cantante a presentarse en The Tonight Show, del presentador Jimmy Fallon, el 9 de abril de 2021.

## Estilo musical e influencias
Kali Uchis declaró que está influenciada principalmente por la música de la década de 1960, con su mezcla de soul, R&B y doo-wop; diciendo: "Musical y estéticamente, su cultura me inspira." También mencionó que disfruta del jazz, afirmando durante sus inicios de carrera se inspiró musicalmente en Ella Fitzgerald y Billie Holiday. Otros músicos que citó como influencias en su sonido son Sade, Björk, Curtis Mayfield, Loose Ends, Ralfi Pagan, e Irma Thomas. También toma influencias de Celia Cruz, Salma Hayek, La Lupe, Selena, Shakira e Ivy Queen. Uchis también admira a la cantante estadounidense Mariah Carey.

## Discografía

### Álbumes de estudio
- 2018: Isolation
- 2020: Sin miedo (del amor y otros demonios) ∞
- 2023: Red Moon in Venus
- 2024: Orquídeas
- 2025: Sincerely,

### Otros proyectos
Mixtape
- 2012: Drunken Babble

EPs
- 2015: Por Vida
- 2020: To Feel Alive